# Россель, Эдуард Эргартович
Эдуа́рд Эрга́ртович Ро́ссель (нем. Eduard Rossel; род. 8 октября 1937, Бор, Горьковская область) — советский и российский государственный политический деятель немецкого происхождения, губернатор Свердловской области в 1995—2009 годах, член Совета Федерации России в 1993—2001 годах и с 2009 года до 20.09.2022 года. Полный кавалер ордена «За заслуги перед Отечеством».
С 1991 года по 1993 год — глава администрации, с 1995 по 2009 год — губернатор Свердловской области. В ноябре 1993 года — губернатор Уральской республики.

## Биография
Эдуард Россель родился 8 октября 1937 года в селе (ныне городе) Бор Борского района Горьковской области в семье краснодеревщика; родители — поволжские немцы. Отец, столяр мебельной артели Эргарт Юлиусович, родившийся в Киевской области и проживавший в посёлке Бор Горьковской области, был расстрелян в 1938 году по приговору Комиссии НКВД и Прокуратуры (статьи 58-6 «Шпионаж» и 58-11 «Всякого рода организационная деятельность, направленная к подготовке или совершению контрреволюционных преступлений»). Чуть ранее, возможно, был репрессирован его дед. Родным языком был немецкий, до 11 лет русский знал плохо.
Член ВЛКСМ с 1951 по 1966 год. После окончания в 1957 году средней школы в городе Ухте Россель поступил на шахтостроительный факультет Свердловского горного института, окончил его в 1962 году по специальности «Строительство горных предприятий», получив диплом горного инженера-шахтостроителя. Проработав некоторое время в вузе младшим научным сотрудником, Россель в том же году начал работать в тресте «Ухтастрой», а в феврале 1963 года перешёл на работу в Высокогорское строительно-монтажное управление треста «Тагилстрой», где сначала был мастером, а затем прорабом.
В 1963 году он также стал слушателем экономического факультета вечернего университета марксизма-ленинизма при Нижнетагильском горкоме КПСС. В 1966 году Россель вступил в КПСС.
Продолжив работу в тресте «Тагилстрой», Россель в 1966 году занял должность главного инженера строительного управления «Промжилстрой». В 1967 году назначен начальником управления, в 1969 году — начальником производственного отдела треста. В 1972 году стал главным инженером треста. Одновременно с 1968 года обучался в аспирантуре при кафедре строительного производства Уральском политехническом институте имени Кирова (УПИ). В феврале 1972 года он защитил диссертацию «Технико-экономическое обоснование количества типоразмеров фундаментов под каркасы промышленных зданий и сооружений», став кандидатом технических наук.
В 1975 году Россель начал работать на комбинате «Тагилтяжстрой»: сначала стал заместителем начальника, а через два года — начальником. В 1977 году познакомился с Борисом Ельциным, который тогда являлся первым секретарём Свердловского обкома КПСС.
В 1981 году Россель занял должность начальника производственного строительно-монтажного объединения «Тагилстрой», в 1983 году — заместителя начальника «Главсредуралстроя». После реорганизации 1988 года стал заместителем начальника территориального строительного объединения «Средуралстрой». Исполняющий обязанности начальника треста с июня 1989 году, начальник «Средуралстроя» с января 1990 года.
Член бюро Свердловского обкома КПСС с 1990 года. Делегат XXVIII съезда КПСС и I (учредительного) съезда КП РСФСР. Оставался в рядах Компартии вплоть до её запрещения в августе 1991 года.

## Глава области
В марте 1990 года Эдуард Россель был избран депутатом Свердловского областного Совета народных депутатов, в апреле избран председателем Свердловского облисполкома, а в июле — председателем областного Совета народных депутатов. Президиум Свердловского облсовета 6 сентября 1991 г. принял решение «в соответствии с Указом Президента РСФСР N 75 от 22.08.91 г. „О некоторых вопросах деятельности органов исполнительной власти в РСФСР“, до принятия Закона „Об управлении краем, областью в РСФСР“ согласиться с назначением на должность Главы администрации Свердловской области председателя облисполкома Э. Э. Росселя с одновременным освобождением его от должности председателя областного Совета народных депутатов» (совмещение этих должностей в Свердловской области было организовано в порядке эксперимента). Указом Президента РСФСР от 16 октября 1991 г. назначен главой администрации Свердловской области. 21 октября Россель постановил прекратить полномочия Свердловского облисполкома. 19 ноября был освобожден от обязанностей председателя Свердловского облсовета.
В 1993 году велись работы по созданию проекта Конституции Российской Федерации. По проекту республики, входящие в состав России, имели исключительные права и приоритет в формировании своего бюджета, в отличие от областей. Для того чтобы в будущем иметь большую самостоятельность в экономической и законодательной сферах, руководством Свердловской области была выдвинута идея преобразования области в республику.
Заняв пост главы области, Россель проводил политику на создание автономной Уральской Республики, создание которой было одобрено региональным парламентом. Кинорежиссёр Никита Михалков в своих авторских программах «Бесогон ТВ» высказал критику идеи Росселя и его окружения, назвав их маргинальным сообществом, действия которых направленны на распад России.
25 апреля 1993 года на референдуме 83,4 % избирателей области ответили утвердительно на вопрос о преобразовании области. 14 сентября в Екатеринбурге главы Свердловской, Пермской, Челябинской, Оренбургской, Курганской областей заявили о намерении участвовать в разработке экономической модели Большой Уральской Республики. 27 октября Свердловским облсоветом была утверждена Конституция Уральской Республики. Россель стал и. о. губернатора. Борис Ельцин поначалу заявил о поддержке Уральской Республики, но неожиданно 9 ноября вышел Указ Президента РФ № 1874 о роспуске Свердловского Облсовета, а затем, 10 ноября, — Указ № 1890 об отстранении от должности Эдуарда Росселя «за превышение полномочий» (его место затем занял Алексей Страхов). Все решения по Уральской Республике были признаны не имеющими силы. Это не помешало избранию Росселя в Совет Федерации Федерального Собрания РФ от Свердловской области 12 декабря 1993 года (СМИ отмечали, что своим избирателям он обещал способствовать созданию Сената Урала для управления 8 субъектами федерации региона). В том же месяце Россель был избран президентом Уральской региональной ассоциации экономического взаимодействия. Тогда же, в ноябре 1993 года, он основал и возглавил региональное избирательное объединение «Преображение Урала», на основе которого в сентябре 1995 года создал общероссийское движение «Преображение Отечества».
10 апреля 1994 года Россель избран депутатом Свердловской областной думы первого созыва и 28 апреля занял пост её председателя.
20 августа 1995 года на первых выборах губернатора в России Эдуард Россель был избран губернатором Свердловской области, значительно опередив во втором туре Алексея Страхова по числу набранных голосов — 59,9 % против 32,1 %, победив во втором туре. Вступил в должность 23 августа 1995 года. Находясь на этом посту, неоднократно обвинялся в тесных связях с местными ОПГ.
С января 1996 года — член Совета Федерации Федерального Собрания РФ по должности. Входил в состав Комитета по вопросам безопасности и обороны.
В 1996 году Россель первым из российских губернаторов подписал договор о разграничении полномочий области с федеральным центром, после чего предпринимал попытки введения в области местных налогов. Переизбирался губернатором 12 сентября 1999 года и 21 сентября 2003 года. В декабре 2001 сложил полномочия члена Совета Федерации РФ в связи с введением нового порядка его формирования.

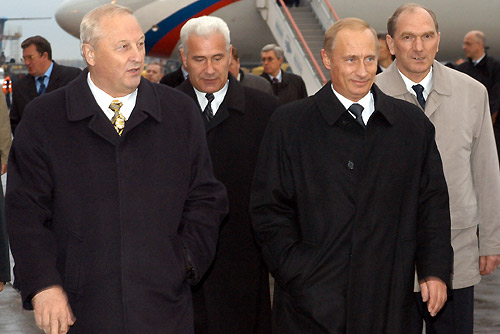
Во время проведения российско-германского саммита в Екатеринбурге. На фото: Россель Э. Э., Якимов В. В., Путин В. В., Воронин Н. А.

В 2000 году, после учреждения федеральных округов, СМИ писали о конфликте губернатора Росселя с полномочным представителем президента в Уральском федеральном округе Петром Латышевым. Россель публично выражал сомнение в состоятельности Латышева как управленца, а сам институт полпредства сравнивал с организацией гауляйтеров в нацистской Германии. Однако к 2003 году конфликт затих: Россель признал главенство президентского представителя.
С 24 мая по 19 декабря 2003 и с 29 сентября 2006 по 16 марта 2007 — член президиума Государственного совета Российской Федерации.
В октябре 2005 года поставил перед Президентом вопрос о доверии (срок полномочий Росселя истекал в 2007 году) и 17 ноября Путин внёс кандидатуру Росселя на рассмотрение в Законодательное собрание Свердловской области. Незадолго до этого Россель отказался от своих прежних политических убеждений и вступил в партию «Единая Россия». Член партии с 10 октября 2004 года, партийный билет № 31488319. 21 ноября 2005 года Законодательное собрание области открытым поимённым голосованием единогласно утвердило Эдуарда Росселя губернатором на совместном заседании обеих палат парламента.
2 октября 2007 года на VIII съезде партии «Единая Россия» утверждён лидером списка в региональной группе 69 (Свердловская область) на выборах в Государственную думу V созыва. В начале 2009 года Россель выступил с идеей продления губернаторского срока до шести лет, вслед за президентским, чтобы сохранить единую команду. При этом он сказал, что старается не для себя.

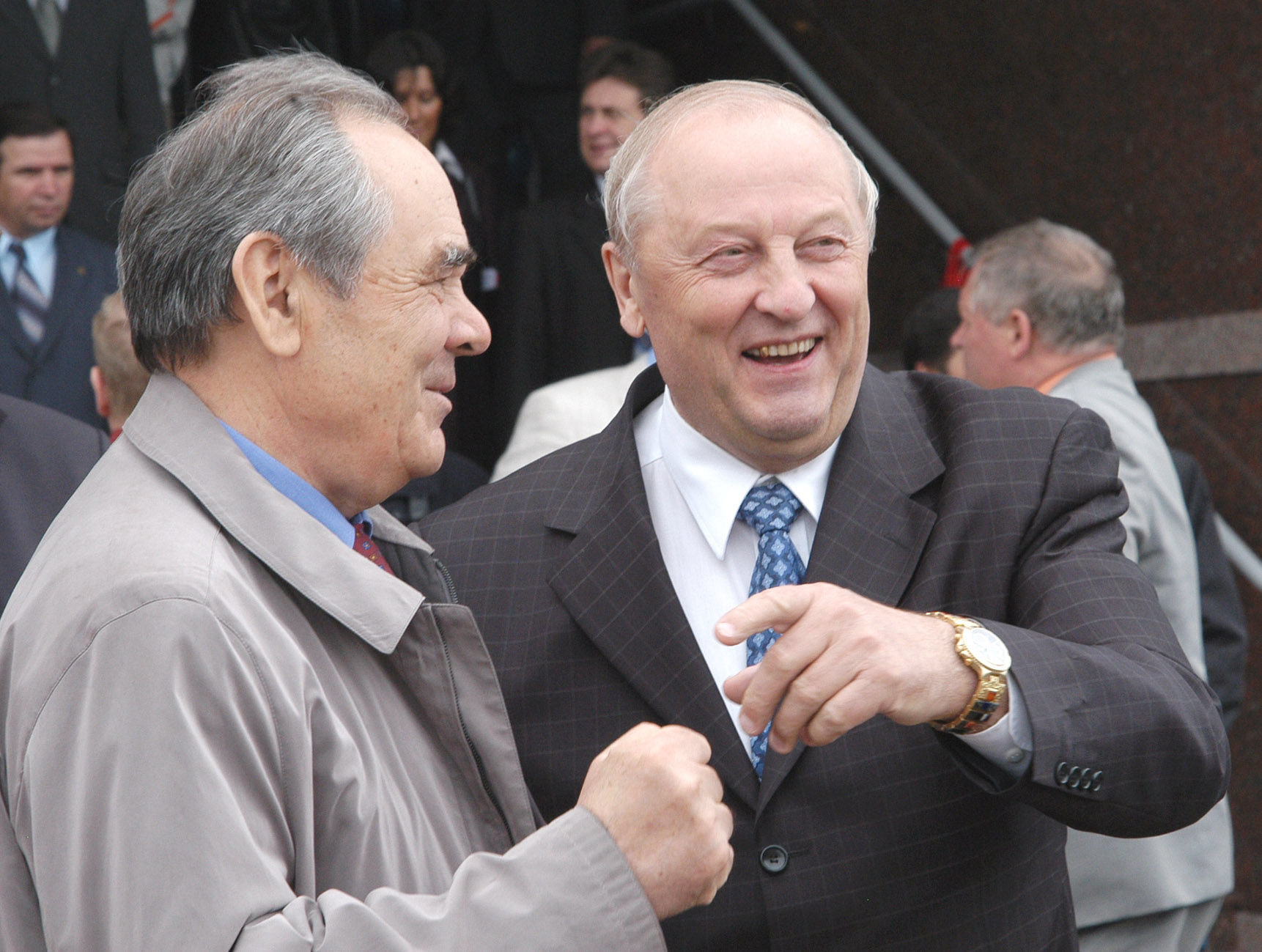
Эдуард Россель с президентом Татарстана Минтимером Шаймиевым. 2003

В ноябре 2009 года, когда истекал очередной срок губернаторства Росселя, на новый срок работы Президентом Д. Медведевым предложен не был. 10 ноября в Областную думу на утверждение была внесена кандидатура Александра Мишарина. 23 ноября полномочия Э. Росселя как губернатора Свердловской области закончились.
4 декабря 2009 года губернатор Мишарин подписал указ о назначении Эдуарда Росселя в Совет Федерации представителем от исполнительной власти региона. 10 декабря его кандидатура была поддержана депутатами, и 16 декабря полномочия подтверждены на 260-м заседании Совета Федерации.
14 мая 2012 года в связи с отставкой Александра Мишарина Россель сложил сенаторские полномочия. 9 июля 2012 года новый губернатор Свердловской области Евгений Куйвашев подписал Указ о повторном назначении Росселя представителем Совета Федерации от исполнительного органа государственной власти Свердловской области.
26 июля 2022 года губернатор Евгений Куйвашев предложил Росселю должность советника губернатора и возглавить наблюдательный совет туристического кластера «Гора Белая».
Президент Ассоциации экономического взаимодействия областей и республик Уральского региона (с 1993).
Кандидат технических наук (Челябинский политехнический институт, 1972). Тема кандидатской диссертации: «Технико-экономическое обоснование количества типоразмеров фундаментов под каркасы промышленных зданий и сооружений». Доктор экономических наук (Академия народного хозяйства при Правительстве РФ, 2001). Тема докторской диссертации: «Регулирование экономического развития промышленно развитого субъекта Федерации». Академик Российской инженерной академии. Академик международной академии регионального сотрудничества и развития.

## Санкции
21 июня 2018 года Россель внесён в санкционный список Украины за «поддержку незаконным попыткам России аннексировать суверенную украинскую территорию путем проведения фиктивных референдумов».
4 мая 2022 года, на фоне вторжения России на Украину, внесён в санкционный список Великобритании так как он голосовал за ратификацию договоров о дружбе с самопровозглашёнными ЛНР и ДНР.
24 марта 2022 года внесён в санкционный список Канады «соратников режима» за «содействие в нарушения суверенитета и территориальной целостности Украины»
30 сентября 2022 года внесён санкционный список Соединённых Штатов Америки «за аннексию Путиным регионов Украины» и одобрения закона о фейках. Государственный департамент отмечает что сенаторы «проголосовали за одобрение просьбы Путина о вводе войск в Украину, что послужило неоправданным предлогом для полномасштабного вторжения России в Украину».
По аналогичным основаниям находится под санкциями Новой Зеландии.

## Награды и звания

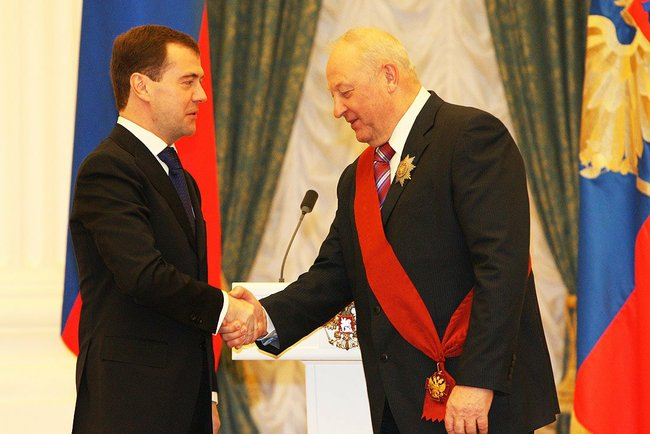
28 декабря 2009 года. Церемония вручения государственных наград.

Полный кавалер ордена «За заслуги перед Отечеством»:
- Орден «За заслуги перед Отечеством» I степени (16 ноября 2009) — за большой вклад в укрепление российской государственности, за социально-экономическое развитие области и многолетнюю плодотворную деятельность[41]
- Орден «За заслуги перед Отечеством» II степени (5 апреля 2004) — за большой личный вклад в развитие российской государственности и социально-экономическое преобразование области[42]
- Орден «За заслуги перед Отечеством» III степени (24 апреля 2000) — за большой вклад в укрепление российской государственности и последовательное проведение курса экономических реформ[43]
- Орден «За заслуги перед Отечеством» IV степени (20 июля 1996) — за заслуги перед государством и многолетний добросовестный труд[44]

Также имеет следующие награды:
- Орден Александра Невского (20 июля 2020) — за большой вклад в развитие парламентаризма, активную законотворческую деятельность и многолетнюю добросовестную работу[45].
- Орден Почёта (9 октября 2007) — за большой вклад в социально-экономическое развитие области и многолетнюю плодотворную деятельность[46]
- Орден «Знак Почёта» (29 апреля 1975) — за успехи, достигнутые на строительстве первой очереди цеха прокатки широкополочных балок — блюминга «1500» Нижнетагильского металлургического комбината имени В. И. Ленина[47]
- Орден «Знак Почёта» (26 мая 1980) — за успешное завершение реконструкции кислородно-конверторного цеха Нижнетагильского металлургического комбината имени В. И. Ленина Министерства чёрной металлургии СССР[48]
- медаль «За доблестный труд. В ознаменование 100-летия со дня рождения Владимира Ильича Ленина» (ноябрь 1969)
- Медаль «В память 1000-летия Казани» (1 декабря 2006)[49]
- Нагрудный знак Шахтёрская слава I степени (июль 1999) — за долголетнюю и плодотворную работу в угольной промышленности топливно-энергетического комплекса России, большой вклад, внесенный в её развитие
- Почётный знак Совета Федерации Федерального Собрания Российской Федерации «За заслуги в развитии парламентаризма» (октябрь 2017)[50]
- Знак Циолковского (Федеральное космическое агентство)[51]

 Поощрения Президента и Правительства Российской Федерации 
- Почётная грамота Президента Российской Федерации (12 декабря 2008) — за активное участие в подготовке проекта Конституции Российской Федерации и большой вклад в развитие демократических основ Российской Федерации[52]
- Почётная грамота Правительства Российской Федерации (8 октября 2007) — за большой личный вклад в социально-экономическое развитие Свердловской области и многолетний добросовестный труд[53]
- Почётная грамота Правительства Российской Федерации (6 октября 1997) — за заслуги перед государством и многолетний добросовестный труд[54]
- Благодарность Президента Российской Федерации (12 августа 1996) — за активное участие в организации и проведении выборной кампании Президента Российской Федерации в 1996 году[55].
- Благодарность Правительства Российской Федерации (7 октября 2017) — за заслуги в развитии российского парламентаризма и многолетнюю плодотворную деятельность[56].

Иностранные награды
- Орден Дружбы народов (Белоруссия, 8 октября 2007) — за большой личный вклад в укрепление и развитие экономических, научно-технических и культурных связей между Республикой Беларусь и Свердловской областью Российской Федерации[57]
- Орден «Достык» II степени (Казахстан, 2007) — за плодотворную работу по сохранению взаимного согласия в обществе, заслуги в укреплении мира, дружбы и сотрудничества между народами[58]
- Орден «Данакер» (Кыргызстан), 4 октября 2007) — за большой вклад в укрепление дружбы, экономическое и культурное сотрудничество между Кыргызской Республикой и Российской Федерацией[59][60]
- Медаль «Данк» (Кыргызстан, 27 мая 1999) — за значительный вклад в укрепление дружбы, экономическое и культурное сотрудничество между Кыргызской Республикой и Российской Федерацией на региональном уровне[61]
- Орден «За заслуги перед землёй Баден-Вюртемберг» (Баден-Вюртемберг, Германия, 2008) — за выдающийся вклад в развитие международного межрегионального сотрудничества[62]

Конфессиональные награды
- Орден святого благоверного князя Даниила Московского II степени (РПЦ, 1997)[63]
- Орден преподобного Сергия Радонежского I степени (РПЦ, 2000)[64]
- Орден святого благоверного царевича Димитрия (РПЦ, 2002)[65]
- Орден святого благоверного князя Даниила Московского I степени (РПЦ, 2003)[66]
- Орден святого преподобного Серафима Саровского II степени (РПЦ, 2009)[67]
- Орден «Аль-Фахр», (Совет муфтиев России, 2004).

Премии
- Лауреат национальной премии бизнес-репутации «Дарин» Российской Академии бизнеса и предпринимательства (2003).
- Лауреат премии «Человек года» Федерации еврейских общин России (2005).

Звания
- Почётный гражданин г.  Екатеринбург (август 2005)[68].
- Почётный гражданин г.  Нижний Тагил (август 1997)
- Почётный гражданин г. Верхотурье (1998)
- Почётный гражданин г.  Алапаевск (1999)[60]
- Заслуженный строитель РСФСР (18 января 1983) — за заслуги в области строительства[69]
- Почётный гражданин Свердловской области. Указ губернатора Свердловской области № 883-УГ от 7 октября 2010 г.  Свердловская область
- Почётный член Российской академии архитектуры и строительных наук[70].

## Семья
Жена — Аида Александровна. Дочь Светлана и её муж Александр Шуман постоянно живут в Великобритании. Внук Александр окончил гимназию «Корифей» и строительный факультет УрФУ. Внучка Николь живёт с родителями.